# Bas van den Tempel
Bastiaan (Bas) van den Tempel (Amsterdam, 20 mei 1905 - Den Haag, 1 oktober 1992) was een Nederlandse jurist en politicus.

## Familie
Van den Tempel was een zoon van dr. Jan van den Tempel (1877-1955) en Arnolda Hendrika Jansen en broer van Arnold Jan van den Tempel. Zijn vader was aanvankelijk schildersgezel, maar werd later Tweede Kamerlid en minister. Hij bleef ongehuwd.

## Loopbaan
Van den Tempel studeerde Nederlands recht aan de Universiteit Leiden en de Universiteit van Amsterdam (tot 1927). Hij vestigde zich in 1927 als advocaat in zijn geboorteplaats. Hij werd ambtenaar ter secretarie bij de gemeentes Haarlem (1930-1932) en Utrecht (1932-1934). Hij promoveerde in 1933 in de rechtsgeleerdheid op zijn dissertatie Democratische vrijheid en socialistisch recht. Na zijn promotie werd hij docent staatswetenschappen aan het Instituut Kuyper in Den Haag (1934-1945), hij was daarnaast als privaatdocent bestuurseconomie verbonden aan de Universiteit van Amsterdam (1937-1955). Van 1950 tot 1956 was hij docent staatswetenschappen.
Van den Tempel was net als zijn vader actief in de politiek. Hij was gemeenteraadslid van Den Haag (1945-1958) en wethouder (1945-1949), met de portefeuilles gas-, water- en elektriciteitsbedrijven, slachthuizen, marktwezen en trammaatschappij, vanaf 1946 aangevuld met economische zaken en kunstzaken. Hij zette zich als wethouder in voor de aanleg van het industrieterrein Plaspoelpolder en voor verbetering van de havens bij de Binckhorst. Van den Tempel werd verkozen tot lid van de Provinciale Staten van Zuid-Holland (1950-1970) en was van 23 oktober 1956 tot 22 februari 1967 lid van de Tweede Kamer der Staten-Generaal. Hij hield zich in de Tweede Kamer vooral bezig met financiën (onder andere belastingwetgeving), justitie (verkeersveiligheid, stichtingen, burgerlijk wetboek) en financiën lagere overheden.
Hij werd in 1967 benoemd tot ridder in de Orde van de Nederlandse Leeuw. Van den Tempel overleed in 1992, op 87-jarige leeftijd.
- Biografisch Portaal: 83117760
- Nederlandse Thesaurus van Auteursnamen: 068549989
- Parlement.com: vg09lla9xyy0
- Virtual International Authority File: 74231354
- WorldCat: E39PBJppCgd4YywjPcBBHPYF8C